# 徳間書店
株式会社徳間書店（とくましょてん、英: Tokuma Shoten Publishing Co., Ltd.）は、日本の出版社。カルチュア・エンタテインメントグループの子会社。エンタテインメント分野が中心。

## 沿革
第二次世界大戦終結直後、言論統制の反動からか雨後の筍の如く勃興した新興新聞社の一つで、読売新聞社出身の竹井博友が1946年に興した「アサヒ芸能新聞社」が源流。芸能とゴシップ記事を中心とした『アサヒ芸能新聞』を発行していた。竹井自身は新聞界への情熱は持っていたようで、1953年、東京で一般紙『日東新聞』を創刊している。しかし、この『日東新聞』創刊が裏目に出て、1954年にはアサヒ芸能新聞社の業績は急激に悪化。竹井は遂に撤退を余儀なくされてしまう。後を引き受けたのが、同じ読売新聞社の出身で竹井の同僚の徳間康快である。
徳間は竹井に請われて同社の役員になった関係で残務処理に当たっていた。この時の徳間の姿勢に債権者・従業員・取引先のほとんどが親近感を覚え、「会社をたたむより徳間の手で是非再建を」との声が各方面からおこり、同1954年3月に徳間は「東西芸能出版社」を興して、休刊していた『アサヒ芸能新聞』を再刊した。
1956年に『アサヒ芸能新聞』を『週刊アサヒ芸能』に切り替えたが、これは非新聞系の週刊誌として『週刊新潮』と歩調を合わせての創刊であり、徳間は新潮社の佐藤義助から声をかけられていた。東西芸能出版社は1958年に「アサヒ芸能出版」と改称して再起を期した。1961年4月にアサヒ芸能出版の書籍部門を徳間書店として分離設立したが、やがてアサヒ芸能出版は一般書籍にも進出することとなったため、1967年4月に両社が合併し、アサヒ芸能出版を存続会社として、社名を「徳間書店」に改称した。
太平住宅からミノルフォン株式会社（旧・太平音響）を買収し、徳間音楽工業（後の徳間ジャパン）に改組し音楽業界に参入。倒産した大映の経営も引き受け、同社を再建。さらに、業績が悪化していた『東京タイムズ』を買収して古巣の新聞業界にも参入した。出版社の音楽業界参入は既に講談社が戦前から行ってはいたが、映画事業への参入は角川書店よりも早かった。また新聞事業の参入は、やはり徳間も新聞社出身だったこともあるが、講談社の『日刊ゲンダイ』の成功が刺激となったようである。この『東京タイムズ』は朝日新聞販売店に販売を委託していたが、朝刊紙だったこともあり部数が伸びず廃刊となっている。
そして、アニメブームに便乗して創刊した雑誌『アニメージュ』が契機となり、宮崎駿・高畑勲を擁するアニメ制作会社・スタジオジブリを設立。日本のアニメ界の発展に多大な功績を残した。また1991年にはダイヤルQ2のパイオニア事業者だったダイヤルキューネットワークの事業譲渡を受け徳間インテリジェンスネットワークを設立している。
しかし、長年の拡大志向経営がたたりバブル崩壊が引き金となって、経営が大きく傾いて住友銀行（旧・平和相互銀行、後の三井住友銀行）の管理下に置かれる。それでもなお徳間は社長の座を手放さず、磯田一郎続く巽外夫率いる住友銀行と激しく渡り合って会社を巧みに存続させた。負債総額は、グループ全体で最大1300億円に達したともいわれる。
2000年9月20日、徳間康快が急死。徳間の死後、徳間ジャパンコミュニケーションズは2001年10月に第一興商へ売却され、大映は2002年11月に角川書店（現・KADOKAWA）へ全営業権を売却して解散、新橋の旧社屋は、2003年に資生堂へ売却されて「汐留FSビル」と改められ、併設の徳間ホールも「スペースFS汐留」となった。
2005年4月に徳間書店の徳間書店事業本部とスタジオジブリ事業本部を「株式会社徳間書店」と「株式会社スタジオジブリ」に分離独立させ、旧社は債務整理に当たる「株式会社芝ホールディングス」（2006年9月会社解散）に商号変更をした。
2013年10月にカルチュア・コンビニエンス・クラブ及びその出版事業子会社のカルチュア・エンタテインメントと業務・資本提携。2014年12月に代表取締役社長の平野健一がカルチュア・エンタテインメントの社外取締役に就任。2015年4月ネコ・パブリッシングと共同出資で共同販売業務委託会社株式会社C-パブリッシングサービスを設立。2017年3月21日付でカルチュア・エンタテインメントが株式を追加取得し出資比率を9割超に引き上げ子会社化した。
2018年2月本社を東京都品川区上大崎3丁目1番地へ移転。

## 雑誌・書籍

### 雑誌
- 週刊アサヒ芸能（毎週火曜日発売、1956年 - ）
  - アサ芸シークレット（偶数月5日頃発売、2009年 - ）
- アニメージュ（毎月10日発売、1978年 - ）
- Goods Press（毎月6日発売、1988年 - ）
  - Cal（キャル）（発行：カルチュア・エンタテインメント株式会社CLASSIX事業部、Goods Press増刊、2014年 - ）
- Chara （偶数月22日発売、1994年 - ）
  - 小説Chara（Chara増刊、1998年 - ）
- Chara Selection （奇数月22日発売、1998年 - ）
- Nintendo DREAM（発行：アンビット、毎月21日発売、1996年 - ）
- キャンプグッズ・マガジン（発行：カルチュア・エンタテインメント株式会社CLASSIX事業部、偶数月30日発売、2017年 - ）

### ムック
- Car GoodsPress
- ロマンアルバム

### 書籍
- 徳間文庫
  - 徳間文庫カレッジ
- キャラ文庫
- アークライトノベルス[4]
- トクマ・ノベルズ
  - トクマ・ノベルズEdge
- 徳間アニメ絵本

### コミックス
- リュウコミックス
- Charaコミックス
- トクマコミックス
- アニメージュコミックス
- トクマフェイバリットコミックス

### 過去に発行していた雑誌
- コミック&コミック（1973年 - 1974年[5]）
- リュウ（1979年 - 1986年）
- 漫画タウン（編集：徳間オリオン、1980年 - 1988年[6]）
- プチアップルパイ
- ザ・モーションコミック（1983年 - 1985年）
- コミックバンバン（1984年 - ）
- 月刊少年キャプテン（1985年 - 1997年[7]）
- わんぱっくコミック（1985年 - 1989年）
- ボイスアニメージュ（ムック1994年 - 2002年、ムック2009年 - 2021年）
- ハイパーホビー（1997年 - 2015年、ムック2017年 - 2020年）
- 月刊COMICリュウ （2006年 - 2011年、2012年-2018年[8]）
- テレビランド（1973年 - 1997年[9]）※企画：東映株式会社
- 問題小説（1970年 - 2011年[10]）※継続後誌は「読楽」
- 読楽（2012年 - 2015年、2016年よりPR誌に変更、紙版の刊行を停止し2023年6月号より完全電子化）
- 本とも（2007年 - 2011年[11]）
- SFアドベンチャー（1988年 - 1993年[12]）
- SF Japan （2000年 - 2011年[13]）
- サンサーラ（1990年 - 1997年[14]）
- 月刊 Auto マキシマム チューニングカー
- 4WD FREAK
- LOVE berry
- RV MAGAZINE（1984年 - 2003年[15]）
- BestGear（2000年 - 2013年[16]）
- OVERTURE（ムック2014年 - 2020年）
- TricksterAge（ムック2013年 - 2016年）→STER EDGE （ムック2016年 - 2019年）
- LARME（2012年 - 2020年）※株式会社LARMEに事業譲渡[17]
- 食楽（2005年 - 2024年）
- ENTAME (エンタメ) （毎月30日発売、2001年 - 2025年）[18]

以下他社発行、徳間書店発売の雑誌
- 月刊マンガボーイズ（発行：コミックギャラリー、1994年 - 1995年）
- 月刊コミックゼノン（発行：ノース・スターズ・ピクチャーズ、2010年 - 2020年）※委託契約終了[19]
- ゴング（ムック、発行：アイビーレコード、2014年 - 2016年[20]）
- 季刊エス（発行：復刊ドットコム→SMIRAL→カルチュア・エンタテインメント、2015年 - 2023年）
- SS（スモールエス）（発行：復刊ドットコム→SMIRAL→カルチュア・エンタテインメント、2015年 - 2023年）

以下徳間書店インターメディア発行、徳間書店発売の雑誌
- テクノポリス
- ファミリーコンピュータMagazine → ファミマガ64
- Nintendoスタジアム
ファミマガ64休刊後、新たに刊行された任天堂ゲーム機専門雑誌。後に発行元変更を経て『Nintendo DREAM』に統合される。
- ファミマガWeekly
- PC Engine FAN
- メガドライブFAN → SATURN FAN → ドリームキャストFAN
- MSX・FAN
- 3DO MAGAZINE
- Virtual IDOL
- Play Station Magazine

### 過去に発行していた書籍
- 徳間デュアル文庫
- 5次元文庫
- 金庸武侠小説集
- ゼノンコミックス（発行：ノース・スターズ・ピクチャーズ）

## Webメディア
- アサ芸プラス
- アサジョ
- Asagei Biz
- asagei MUSE
- &GP
- 食楽web
- ENTAME next（エンタメネクスト）
- アニメージュプラス
- COMICリュウ

## 映像作品

### アニメ
- 風の谷のナウシカ
- アリオン
- 天空の城ラピュタ
- GREY: Digital Target
- 魔女の宅急便
- おもひでぽろぽろ
- 紅の豚
- 海がきこえる
- 平成狸合戦ぽんぽこ
- 耳をすませば
- もののけ姫
- ホーホケキョ となりの山田くん
- 千と千尋の神隠し
- 猫の恩返し
- ギブリーズ episode2
- ハウルの動く城
- 戦国魔神ゴーショーグン 時の異邦人
- 永遠のフィレーナ（OVA）
- 天使のたまご（OVA）
- デジタル・デビル物語 女神転生（OVA）
- 大魔獣激闘 鋼の鬼（OVA）
- 銀河英雄伝説
- 遠山桜宇宙帖 奴の名はゴールド（OVA）
- 宇宙家族カールビンソン（OVA）
- 花いちもんめ（OVA）
- 紺碧の艦隊（OVA）
- 旭日の艦隊（OVA）
- アップフェルラント物語（OVA）
- ザ・コクピット（OVA）
- ワイルド7（OVA）
- コズミック・ファンタジー（OVA）
- 私立荒磯高等学校生徒会執行部
- 攻殻機動隊 STAND ALONE COMPLEX
- 攻殻機動隊 S.A.C. 2nd GIG
- 攻殻機動隊 STAND ALONE COMPLEX Solid State Society
- イノセンス
- サムライチャンプルー
- 電脳コイル
- 大正野球娘。
- 魔女っこ姉妹のヨヨとネネ
- モンスター娘のいる日常
- アリスと蔵六
- セントールの悩み
- 推しが武道館いってくれたら死ぬ

### 実写映画
- 獣たちの熱い眠り
- ガキ帝国 悪たれ戦争
- 首都消失
- 敦煌
- おろしや国酔夢譚
- ガメラ3 邪神覚醒
- 漂流街 THE HAZARD CITY
- 式日
- WOOD JOB!〜神去なあなあ日常〜
- 女の穴
- 嘘を愛する女
- 水上のフライト

## 役員

### 歴代社長
| 期間          | 期間          | 社長     |
| ------------- | ------------- | -------- |
| 1954年3月19日 | 2000年9月20日 | 徳間康快 |
| 2001年1月18日 | 2008年2月22日 | 松下武義 |
| 2008年2月23日 | 2013年10月1日 | 岩渕徹   |
| 2013年10月2日 | 2020年3月31日 | 平野健一 |
| 2020年4月1日  | 現在          | 小宮英行 |

### 現役員
- 大宮敏靖（取締役副社長）
- 中西一雄（取締役）

### 歴代役員
- 牧田謙吾（専務取締役社長代行）
- 山下辰巳（専務取締役 → 代表取締役副社長）
- 小金井道宏（常務取締役 → 専務取締役 → 顧問）
- 長綱和幸（取締役営業局長 → 専務取締役）
- 尾形英夫（アニメージュ初代編集長 → 取締役 → 常務取締役）
- 鈴木敏夫（アニメージュ2代目編集長 → 取締役）
- 大塚勤（取締役）
- 佐藤憲（取締役編集統括局局長）
- 横関澄雄（取締役）
- 竹内秀郎（取締役）

## 備考
- 大藪春彦賞を後援している。
- 日本SF大賞を1980年の創設から2014年まで後援していた。

## 過去のグループ会社
- 理研映画
- 徳間牧場 - トクザクラの馬主
- 徳間貿易
- 徳間美術サロン
- 東光徳間 - 中国映画の配給。法人は1989年に清算。
- 登別徳間ビューホテル - 旧登別日活ホテル
- 徳間観光
- 大徳開発興業
- ミヤコトラベルサービス - 後のトクマトラベルサービス。
- 現代史資料センター出版会 - 後の現代史出版会。
- 国際経営センター
- 東京タイムズ - 1992年に解散
- 徳間インテリジェンスネットワーク - 1994年に徳間コンピュータサービスへ吸収合併
- 徳間書店インターメディア - 1997年6月に徳間書店へ吸収合併
- 徳間インターナショナル - 1997年6月に徳間書店へ吸収合併
- スーパーデジタル放送 - 旧徳間デジタル放送。ディレクTVの委託放送事業者。
- 徳間音楽出版 - 同社が保有していた音楽出版権はズームリパブリックとスタジオジブリが保有。
- 徳間ジャパンコミュニケーションズ - 2001年10月に第一興商に売却
- ズームリパブリック - 旧ズームリパブリックネットワーク。現在は徳間ジャパンコミュニケーションズの子会社。
- トクマプレスセンター - 1988年に新光印刷工業と合併。2001年12月にアサガミに買収され、アサガミプレスセンターに商号変更
- 大映 - 2002年11月に全営業権を角川書店に売却し、解散。
- スタジオジブリ - 1997年6月に徳間書店に吸収合併されたが、2005年4月にジブリ事業の営業権を二代目法人へ譲渡。
- ムゼオ・ダルテ・ジブリ - 三鷹の森ジブリ美術館の準備会社として設立。